# St.-Georgs-Kirche (Schermbeck)

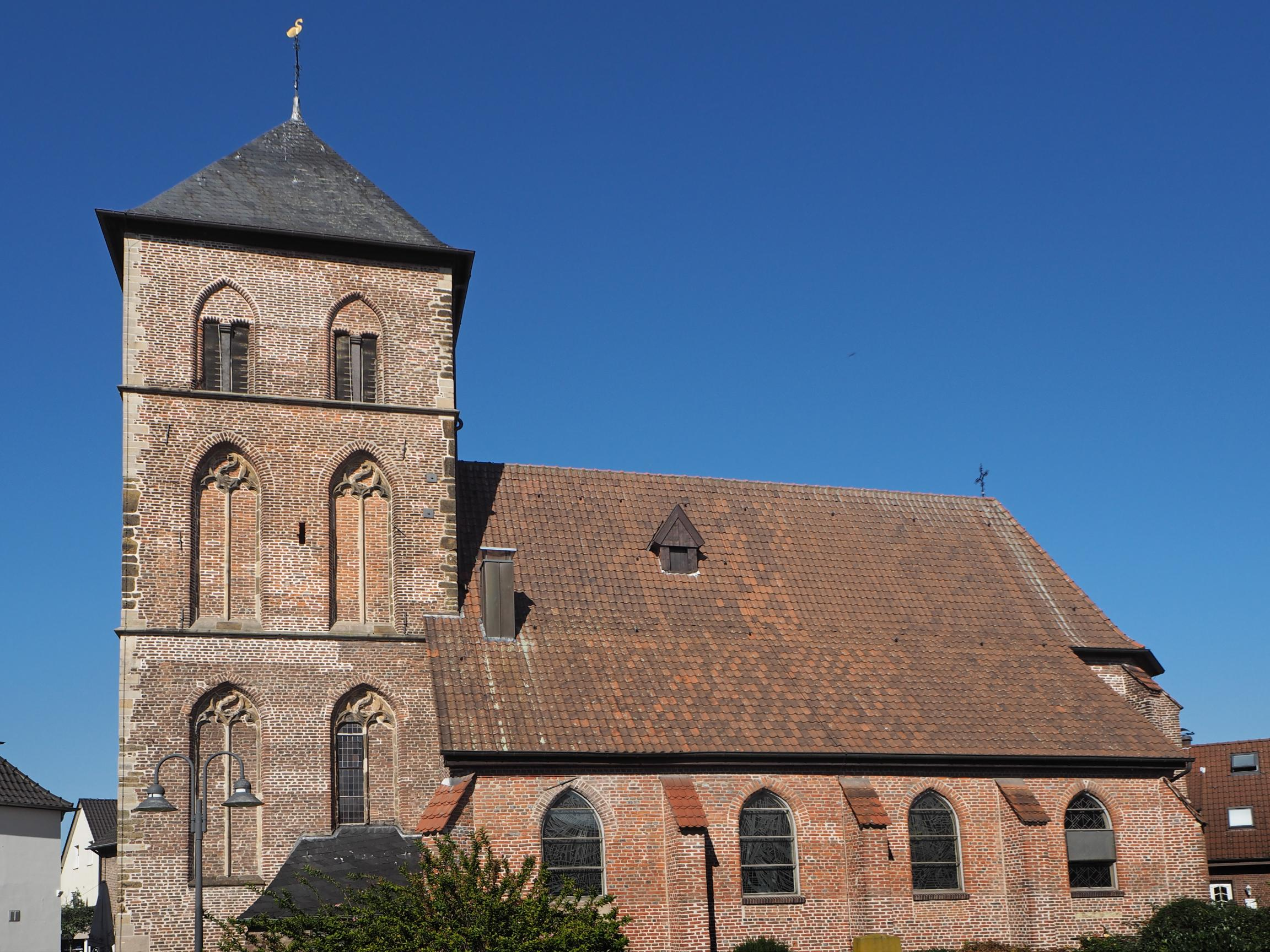
St.-Georgs-Kirche von Süden

Die St.-Georgs-Kirche ist eine evangelische Kirche in Schermbeck (Kreis Wesel, NRW). Sie wurde im frühen 15. Jahrhundert auf den Fundamenten einer Kapelle errichtet und 1415 geweiht. Die Kirchengemeinde gehört zum Kirchenkreis Wesel der Evangelischen Kirche im Rheinland.

## Kirchenbau
Es handelt sich um eine geostete, ursprünglich dreischiffige, spätgotische Pseudobasilika. Das Langhaus schließt nach Osten mit einem 5/8-Chor ab. Der Bau ist in rotem Backstein ausgeführt. Nach einem Brand im Jahr 1483 hat man das nördliche Seitenschiff nicht wieder aufgebaut, woraus sich die heutige asymmetrische Bauform erklärt: Das Dach ist im Süden über das südliche Seitenschiff weit nach unten vorgezogen. Im Norden, wo das Seitenschiff fehlt, setzt das Dach höher an. Dort bilden die Seitenwände von Langhaus und Turm eine Ebene.
Der mächtige Westturm ist durch umlaufende Gesimse in drei Geschosse gegliedert und zeigt eine Eckverklammerung aus Haustein. In die unteren beiden Turmgeschosse sind große Maßwerkblenden eingelassen, kleinere Blenden im Obergeschoss umgeben die Schallöffnungen. Der ursprünglich spitze Turmhelm wurde nach einem Brand im Jahr 1742 durch das jetzige flache Pyramidendach ersetzt. Seit 1730 ziert ein goldener Schwan die Turmspitze, ein Symbol des Luthertums.

## Inneres und Ausstattung
Der Innenraum ist geprägt durch ein schlichtes Kreuzrippengewölbe und große Spitzbogenfenster im Chorbereich. Die Kirche ist heute zweischiffig. Dort, wo ursprünglich das nördliche Seitenschiff ansetzte, schließt der Raum heute mit einer hohen, wenig gegliederten Innenwand ab. An der Nord- und Westseite ist eine Empore eingezogen.
Bei einem Bombenangriff am 23. März 1945 verlor die Kirche fast die gesamte Ausstattung. Die Kanzel aus dem 17. Jahrhundert, eine Tafel von 1596 mit den zehn Geboten und eine Orgel mit Renaissancegehäuse wurden zerstört. Nur das ausgelagerte Altarbild aus der Schule des Weseler Malers Derick Baegert konnte gerettet werden. 1945 bis 1951 erfolgte der Wiederaufbau der Kirche.